# Кахора-Баса (водосховище)
Водосховище Кахора-Баса, Кабора-Басса, Кебрабаса — було створено в 1974 році після будівництва дамби Кахора-Баса (ГЕС) на річці Замбезі в Мозамбіку. Коли в 1973 році була споруджена гребля Кахора Баса ГЕС, створене нею водосховище було наповнено всього лише за один сезон дощів.
Це водосховище — одне з найбільших штучних озер в світі. Озеро досягає максимальної довжини і ширини близько 250 км і 38 км відповідно, площа затоплення становить 2700 км² при середній глибині 20,9 м.
| Прапор Мозамбіку | Це незавершена стаття про Мозамбік. Ви можете допомогти проєкту, виправивши або дописавши її. |

| Озеро | Це незавершена стаття про водосховище . Ви можете допомогти проєкту, виправивши або дописавши її. |